# 阿莫斯·厄本·希尔克
阿莫斯·厄本·希爾克（英語：Amos Urban Shirk，约1890-1956年10月20日），美國商人、作家、百科全書的讀者。希爾克從事食品業，其著書《Marketing Through Food Brokers》於1939年透過麦格劳希尔出版。他發明了一種合成糖膠樹膠，並把維生素膠囊引入雜貨店。
希爾克也以大量閱讀聞名。他花了四年半把《大英百科全書第十一版》讀完，平均每晚閱讀三小時，每冊讀完則費時兩到六個月。1934年，他開始閱讀《大英百科全書第十四版》，評論與第十一版相比，該版有「大幅度改進」、且「重寫了大部分的內容」。希爾克也不限於閱讀大英百科全書，他也花了兩年把亨利·史密斯·威廉斯主編的《史家世界史》24冊讀完，費時兩年。此外，他還讀過大仲马、奥诺雷·德·巴尔扎克、以及查尔斯·狄更斯的著作全集除此之外，希爾克的興趣還有绘画和收藏錄音。

## 外部連結
- 收藏的《Marketing Through Food Brokers》